# Enganyapastors pauraque
L'enganyapastors pauraque (Nyctidromus albicollis) és una espècie d'ocell de la família dels caprimúlgids (Caprimulgidae).

## Descripció
- Ocell de bona grandària, amb 22–28 cm de llarg i dues formes de color, una marró grisenc i altra marró vermellós.
- Cua llarga i ales amples i arrodonies. Galtes vermelloses. Banda blanca a la gola. Els mascles tenen zones blanques a la cua.

## Hàbitat i distribució
Viu al bosc poc dens, clars, matolls i boscos de ribera des de Texas i ambdues vessants de Mèxic, cap al sud, a través d'Amèrica Central fins al sud de Brasil i el nord-est de l'Argentina.

## Subespècies
S'han descrit set subespècies:
- N. a. albicollis (Gmelin JF, 1789). Est de Colòmbia, Veneçuela, Guaianes i el Brasil.
- N. a. derbyanus Gould, 1838. Bolívia, centre i sud de Brasil, Paraguai i nord-est de l'Argentina.
- N. a. gilvus Bangs, 1902. Centre i est de Panamà i nord de Colòmbia.
- N. a. insularis Nelson, 1898. Illes Maries, properes a la costa de l'estat mexicà de Nayarit.
- N. a. intercedens Griscom, 1929. Des del sud de Guatemala fins a l'oest de Panamà.
- N. a. merrilli Sennett, 1888. Sud de Texas i nord-est de Mèxic.
- N. a. yucatanensis Nelson, 1901. Des de l'oest i est de Mèxic, (incloent la península de Yucatan) fins al centre de Guatemala.